# نیسان پائو
نیسان پائو (Nissan Pao) خودرویی است که توسط شرکت نیسان در سال‌های ۱۹۸۹ تا ۱۹۹۱ تولید شده‌است.
این خودرو دارای موتوری با حجم ۹۸۷ سی‌سی است.